# Катарский коррупционный скандал в Европарламенте
Катарский коррупционный скандал в Европарламенте (Катаргейт, англ. Qatargate) — политический скандал в Европейском парламенте, начавшийся в декабре 2022 года.
По мнению полиции, группа депутатов, политиков, лоббистов, государственных служащих и члены их семей находились под влиянием правительств Катара, Марокко и Мавритании и были вовлечены в коррупцию, отмывание денег и организованную преступность. Правоохранительные органы Бельгии, Италии и Греции изъяли 1,5 миллиона евро наличными, конфисковали компьютеры и мобильные телефоны, а также предъявили обвинения четырем лицам в совершении предполагаемых преступлений.

## Изменения после скандала
Европейская комиссия не имела стандартизированного набора правил, регулирующих подарки, поездки и представительские расходы, предлагаемые третьими лицами. Председатель Европейской комиссии Урсула фон дер Ляйен поддержала создание свода правил в 2019 году, однако до июня 2023 года не было предложено создать орган по этике для создания и управления общими правилами поведения.
После скандала, Европейский парламент в сентябре 2023 года пересмотрел свои правила процедур и кодекс поведения, возложив на депутатов Европарламента шесть основных обязательств:
- Подробная декларация о частных интересах, в том числе за 3 года до их избрания.
- Если иные доходы (не включающие зарплату евродепутата) превышают сумму 5000 евро, то должны быть указаны все организации, от которых эти доходы получены.
- Все конфликты интересов должны быть разрешены или заявлены.
- Запрет на участие в оплачиваемой лоббистской деятельности, напрямую связанной с процессом принятия решений в ЕС.
- Встречи с заинтересованными сторонами могут проводиться только с людьми, которые зарегистрированы в Реестре прозрачности ЕС[7]. Депутаты Европарламента должны раскрывать информацию о таких встречах, а также о встречах, проводимых с представителями дипломатов третьих стран.
- Декларировать все активы и обязательства в начале и в конце каждого срока полномочий депутата.